# حمد بن خليفة بوشهاب
حمد بن خليفة بن حمد بن خليفة بن مصبح بن عيسى الفلاحي (1936م - 2002م) هو شاعر وأديب وباحث إماراتي. 

## حياته
حمد بوشهاب هو شاعر إماراتي من مواليد عام 1936 - إمارة عجمان تعلم في كتاتيب عجمان قبل ان يلتحق بالمدرسة المحمدية، أحب الشعر وكانت أولى كتابته في سن التاسعة، وحيث برع في كتابة القصيدة العمودية في الشعر النبطي والشعر الفصيح. في خمسينيات القرن الماضي انتقل للعمل في جزيرة سقطرى، ومن ثم إلى الكويت والسعودية ثم البحرين، وفي مطلع التسعينيات استقر في إمارة دبي. اهتم بتوثيق التراث الإماراتي والشعر الشعبي وتاريخ دولة الامارات العربية المتحدة واصول الانساب، عمل كوزير مفوض بوزارة الخارجية عام 1978م، توفي في 19 أغسطس 2002م عن عمر يناهز 65 سنة.

### أعماله وبصمته
تسلم إدارة مكتب وزارة الاعلام في الإمارات الشمالية من الفترة الممتدة بين عامين 1972م-1976م انشأ خلالها المكتبة العامة، كما انه من أوائل من قدم الشعر النبطي على شاشة التلفزيون عبر تلفزيون الكويت في عام 1971، وكان أول شاعر إماراتي تغنى إحدى قصائده في مصر في منتصف السبعينيات من القرن الماضي.

### دوره في قضايا الامة العربية
كتب الشاعر بوشهاب العديد من القصائد تحاكي وضع الامة العربية منها قصيدة (النكسة، أثر النكسة 1967م، شارون عربد، جهاد ولكن ليس بالسيف والقن، إلى الأمم المتحدة) وقصيدة كانت لرثاء الرئيس الراحل جمال عبد الناصر (رثاء جمال عبد الناصر) وكان له آراء ومواقف سياسية حازمة بحكم منصبه كمفوض بوزارة الخارجية

### دواوينه
جمع الشاعر حمد بن خليفة بوشهاب عدداً كبير من القصائد الشعبية الشعر النبطي، وثقها ثم دواوين مساهٍماً بذلك في الحفاظ عليها ونشرها.
| الديوان                              | السنة             |
| ------------------------------------ | ----------------- |
| ديوان سلطان بن على العويس            | 1978              |
| ديوان تراثنا من الشعر الشعبي         | الجزء الأول 1980  |
| ديوان تراثنا من الشعر الشعبي         | الجزء الثاني 1981 |
| ديوان ربيع بن ياقوت                  | 1983              |
| ديوان شاعرات من الإمارات             | 1984              |
| كتاب الماجدي ابن ظاهر                | 1984              |
| ديوان سلطان بن علي العويس            | 1985              |
| ديوان محمد بن علي الكوس              | 1986              |
| ديوان حمد بن عبد الله العويس         | 1986              |
| ديوان محمد بن علي الكوس              | 1987              |
| ديوان ربيع بن ياقوت (المجموعة كاملة) | 1988              |
| ديوان حمد بن عبد لله العويس          | 1988              |
| ديوان اريج السمر (قصائد متبادلة)     | 1989              |
| ديوان الشيخ محمد بن راشد آل مكتوم    | 1989              |

### كتبه ومؤلفاته
- كتاب أشياء من الماضي
- كتاب ديوان راشد الخضر
- كتاب القصائد النبطية
- كتاب السيرة الذاتية (الشعرية)
- اطلال على ماضي الإمارات
- وقفات.[3]

### قصائده
1. إكسير الحياة
2. تكر عهد
3. عيناك
4. حيي وسلم
5. حديث الحب
6. ما سبب الندا؟
7. ربيع العمر
8. الحكم للعمل
9. تتجاهلين
10. ماذا يطوقه
11. من القلب غدا قتيل العيون؟
12. هدر المداد
13. مع القلم
14. العبور
15. إلى ربيع العمر
16. لقاء ووداع
17. الجمال اليعربي
18. سؤال إلى صلاح الدين الأيوبي
19. ان العروبة بالإسلام عزها
20. يئس الصغار من الكبار
21. النكسة
22. أثر النكسة 1967
23. شارون عربد
24. كنوز الحب
25. من وحي العلم
26. رثاء جمال عبد الناصر
27. سبحانك ربنا
28. اللغة العربية
29. مع صادق الشعر
30. بوركت من نهضة.[4]

## مقتطفات شعرية
من قصيدة عقد در لجيدها
لجيدك هذا العقد خصص دره _ _ إذا ما تجلي قيل لله درة

يروقك منثورا شئت فرده _ _ ويسبيك منظوما إذا افتر ثغره

تكون من نبض الفؤاد جمانه _ _ قريض عكاظي تأخر عصره

تنافس فيه الحب والقلب والنهى _ _ وهذبه حلو الزمان ومره

فرق كما يهوى الاريب عذوبة _ _ إذا ما شدا زيد به هام عمروه

## من قصيدة ربيع العمر
اتحمل عينيك السيف الصقيلا _ _ وخدك يحمل الورد الجميلا

ولا يحتار عقلي بين سيف _ _ يميت ووردة تحيي القتيلا

وفي شفة تختبئ عيني عقد در _ _وتتخذ السلافة سلسبيلا
من قصيدة سؤال إلى صلاح الدين الايوبي
دع التاريخ يستملي اليراع _ _ ويستجلي الصحائف والرقاعا

وحدثني بأصدق ما تلقي _ _ من الأنباء مرأى أو سماعا

لعل خلال أسطره وعيد _ _ نكيد به النضير وقينقاعا

ودعك من المهازل فالمآسي _ _ تصب على مواطننا تباعا.

## الوفاة
توفي في جنيف أثر إصابته بنوبة قلبية حادة نقل على اثرها إلى المستشفى، وفي 19 أغسطس 2002م فارق الحياة تاركاً خلفه إرث ثمين.